# Novossil
Novossil o Novossill (en rus Новосиль) és una ciutat de l'óblast d'Oriol, a Rússia. Es troba al Massís Central Rus, a la riba dreta del riu Zuixa, a 64 km al sud-est d'Oriol.

## Història
Novossil es menciona per primer cop el 1155 com una fortalesa anomenada Itil. A l'edat mitjana fou seu d'una de les branques de la família Rúrikovitx. Es coneix com a Novossil des del segle xiv. A començaments del segle XV la ciutat està sota control del Gran Ducat de Lituània, tot i que a finals d'aquell mateix segle va entrar a formar part dels territoris del Gran Ducat de Moscou. Novossil va aconseguir l'estatus de ciutat el 1777.
Durant la Segona Guerra Mundial la ciutat fou ocupada per les tropes alemanyes el 13 de novembre de 1941, i fou alliberada per l'Exèrcit Roig el 27 de desembre d'aquell any.

## Demografia
| 1897  | 1926  | 1939  | 1959  | 1970  | 1979  | 1989  | 1996  | 2002  | 2007  | 2009  | 2010  |
| ----- | ----- | ----- | ----- | ----- | ----- | ----- | ----- | ----- | ----- | ----- | ----- |
| 2 900 | 2 700 | 3 300 | 2 400 | 3 000 | 3 200 | 4 200 | 4 600 | 4 017 | 3 900 | 3 852 | 3 799 |